# گیل مریک
گیل مریک (به انگلیسی: Gil Merrick) بازیکن فوتبال زادهٔ ۲۶ ژانویه ۱۹۲۲ اهل انگلستان بود که سابقهٔ بازی در تیم ملی فوتبال انگلستان را در کارنامهٔ خود دارد. وی در تاریخ ۱۴ نوامبر ۱۹۵۱ نخستین بازی ملی خود را در مقابل تیم ملی فوتبال ایرلند شمالی انجام داد و با حضور در ۲۳ بازی ملی، در تاریخ ۲۶ ژوئن ۱۹۵۴ واپسین بازی ملی‌اش را در برابر تیم ملی فوتبال اروگوئه برگزار کرد.